# Prionispa opacipennis
Prionispa opacipennis es una especie de insecto coleóptero de la familia Chrysomelidae.
Fue descrita científicamente en 1962 por Chen & Yu.